# Fernand de Jacquelot du Boisrouvray
Pour les articles homonymes, voir Jacquelot et Boisrouvray.
Fernand de Jacquelot du Boisrouvray est un écrivain et essayiste français, connu en particulier pour avoir fait partie du premier comité de rédaction de la revue littéraire Tel quel.

## Débuts
Fernand de Jacquelot du Boisrouvray naît à Chantilly le 26 septembre 1934. Son père, Charles de Jacquelot du Boisrouvray, travaille pour le Comptoir national d'escompte de Paris et déménage régulièrement pour son travail. Son fils l'accompagne à la chasse dès le plus jeune âge, dans la région d'Orléans : son fils héritera de son intérêt pour la chasse, au point de publier des livres dédiés au sujet.
Fernand du Boisrouvray part ensuite étudier à HEC, à Paris, dont il sera diplômé en 1958. À cette époque, il se rapproche de Pierre de Provenchères, qui lui présente Philippe Sollers. Sollers le présente au poète Francis Ponge et Boisrouvray commence à fréquenter les cours de l'Alliance française. Il affirmera plus tard avoir été très inspiré par Ponge pour ses propres œuvres[réf. nécessaire].
En octobre 1957, Philippe Sollers publie Le Défi dans le no 3 de la revue Écrire. Boisrouvray suit son exemple et publie son premier texte en avril 1959 dans Écrire. Il s'agit d'un récit d'une quarantaine de pages, intitulé Autre Chose. Ce travail reçoit un accueil très positif des critiques et, le 25 juin 1959, Fernand du Boisrouvray se voit décerner le prix Max-Barthou de l'Académie française.

## Tel quel
En 1958, Boisrouvray part accomplir son service militaire et décide de se porter volontaire pour l'Algérie, dont il revient en 1961. Il recevra pour son comportement la croix de la Valeur militaire avec étoile de bronze. La guerre d'Algérie reviendra dans certains de ses ouvrages, en particulier Marielle.
En 1960, Philippe Sollers, Fernand du Boisrouvray et d'autres jeunes auteurs montent une revue en partenariat avec les éditions du Seuil : Tel quel.
En 1961, Boisrouvray épouse Marielle Trouilleux.
Boisrouvray quitte le comité de rédaction le 11 mars 1963, mais cette démission ne sera officialisée qu'en 1967.
Au sujet de Tel quel, il dira : « En fait, j'ai beaucoup moins participé à l'histoire de Tel Quel qu'à ce que j'ai envie de nommer sa préhistoire. Quand la revue a été fondée, j'étais déjà en Algérie. Tout ce que j'ai fait a donc été de signer le contrat de fondation et d'envoyer à Sollers une procuration d'ordre général dont il a fait usage absolument comme il le voulait. [...] Je suis rentré d'Algérie en février ou mars 1961. Il a fallu que je trouve un métier, un logement, que je m'installe. Je me suis marié. Je n'ai pas dû mettre les pieds au comité avant la fin de l'année. Comme j'ai remis ma démission en mars 1963, ma participation à Tel Quel aura été très brève. [...] Tel Quel est lié pour moi au souvenir de mon amitié avec Pierre de Provenchères et avec Philippe Sollers ».

## AprèsTel quel
En 1965, Marielle Trouilleux, la femme de Boisrouvray, décède des suites d'un cancer du poumon. Ce décès est au cœur de son ouvrage Marielle, qui sera publié à titre posthume en 1999.
À partir de 1970, Boisrouvray se concentrera sur la rédaction d'ouvrages sur la chasse. En 1971, il signe son premier article dans La Revue internationale de la chasse, puis il travaille pour Plaisirs de la chasse. Il tient pendant sept ans une chronique dédiée à la chasse dans la page loisir du Figaro.
Il meurt à Paris le 27 juillet 1996.

## Publications
Textes littéraires
- « Autre Chose », Écrire (1959)
- « Une vallée sous les nuages », Tel Quel no 1 (1960)
- « Pages inécrites », Tel Quel no 3 (1960)
- « Sur la tombe du surréel », Tel Quel no 6 (1961)
- « Musique et Fruits », Tel Quel, no 8 (1962)
- « Contrejour », Tel Quel no 12 (1963)
- « De la vierge à la femme, ceci » (1965, inédit[5])
- Proust exposé (1965, inédit)
- Marielle (1999, publié à titre posthume, texte intégral disponible en ligne)

Textes sur la chasse
- L'enfant chasseur
- Un article dans la Revue nationale de la chasse, 1971
- La Forêt au fil de l'homme, 1973
  - Le grand aller-retour
  - Le parti-pris des bois
- Adaptation du Bestiaire sauvage de Rien Poortvliet (1978)
- Adaptation de Comment juger un cerf de Karl Lotze (1979)
- Adaptation d'Histoires de chasse d'Adrian Ghinescu (1980)
- Réussir le permis de chasser (1980)
- La Chasse en questions (1985)
- Le Cerf et sa vénerie (1999, publié à titre posthume)